# Strongylocoris
Strongylocoris is een geslacht van wantsen uit de familie blindwantsen. Het geslacht werd voor het eerst wetenschappelijk beschreven door Charles Émile Blanchard in 1840.

## Soorten
Het genus bevat de volgende soorten:

- Strongylocoris amabilis (Douglas and Scott, 1868)
- Strongylocoris atrocoeruleus (Fieber, 1864)
- Strongylocoris cicadifrons A. Costa, 1853
- Strongylocoris coerulescens Lindberg, 1940
- Strongylocoris enki Linnavuori, 1984
- Strongylocoris erythroleptus A. Costa, 1853
- Strongylocoris ferreri Ribes and Pagola-Carte, 2007
- Strongylocoris franzi Wagner, 1955
- Strongylocoris leucocephalus (Linnaeus, 1758)
- Strongylocoris luridus (Fallen, 1807)
- Strongylocoris niger (Herrich-Schaeffer, 1835)
- Strongylocoris oberthuri Reuter, 1905
- Strongylocoris obscurus (Rambur, 1839)
- Strongylocoris raimondi Carapezza, 1991
- Strongylocoris raimondoi Carapezza, 1991
- Strongylocoris seabrai K. Schmidt, 1939
- Strongylocoris steganoides (J. Sahlberg, 1875)